# Hemerobius exoterus
Hemerobius exoterus is een insect uit de familie van de bruine gaasvliegen (Hemerobiidae), die tot de orde netvleugeligen (Neuroptera) behoort. 
Hemerobius exoterus is voor het eerst wetenschappelijk beschreven door Navás in 1936.